# Пергамска библиотека
Пергамска библиотека је једна од најважнијих библиотека старог (античког) света. Њени остаци налазе се у граду Пергаму, данашњој Турској.

## Историјат
После смрти Александра Великог, његово царство је подељено између његових војсковођа а једном од њих, Лизимаху, припала је Тракија, приближна територија данашње Румуније и Бугарске, али до почетка 3. века пре н. е он је успео да освоји и дода својим поседима део Мале Азије у чијем се северозападном делу налазио Пергам. У Пергаму је Лизимах сместио велики део блага које је гомилао годинама и за управника поставио Филетера. Филетер је био Лизимахов службеник скромног порекла.
Када су 282. године пре н. е Селеукиди, Лисимахови суседи у Малој Азији, напали његову територију Филетер је прешао на њихову страну. После њихове победе он је постао владар мале кнежевине која је обухватала Пергам и плодну земљу око њега а истовремено постаје и власник блага које се налазило у Пергаму. Његови наследници (династија Аталида), су од кнежевине направили царство а од Пергама један од најлепших градова у Малој Азији. Аталиди су хтели да своје неугледно порекло надокнаде покровитељством уметности, културе и науке, што им и није било тешко с обзиром да су имали доста новца.
Атал I Сотер (241 – 197 год. пре н. е) је крајем 3. века п. н. е. основао Пергамску библиотеку. Међутим он је првенствено био сконцентрисан на сликарство и вајарство – имао је импозантну колекцију уметничких дела, а наруџбинама од најбољих савремених уметника украсио је град пробраним скулптурама. У време његовог наследника Еумена II (197 – 159 год. п. н. е.), Пергам и његова библиотека постају центар књижевности и учености. Иако је библиотека основана по угледу на Александријску која је и била њен главни конкурент, она никада није достигла углед Александријске библиотеке, нити су Аталиди успели да сакупе онолико учених људи у Пергаму колико су то успели Птолемеји у Александрији.
Учени људи и филозофи у Пергаму нису се првенствено бавили критичким издањима старих писаца, као што су то чиниле њихове колеге у Александрији, већ су пре свега писали научне студије о разним филолошким и другим темама. Најпознатији међу њима био је граматичар и дипломата Кратес из Малоса који је једно време био и управник библиотеке. Сматра се да је он урадио и каталог библиотеке поугледу на Калимахов пинакес (индекс књига). Осим каталога, у Пергаму су настала многа значајна библиографска дела, чија је појава показала да је наступило ново време у начину ширења информација о књигама и њиховим ауторима. У време свог највећег процвата током 1 века п. н. е. Пергамска библиотека је имала око 200.000 свитака.
Пергамска библиотека се налазила уз храм грчке богиње Атине, богиње мудрости. Храм се налазио унутар светилишта уоквиреног колонадом, а дуж северне стране колонаде налазиле су се четири просторије у низу за које се сматра да припадају библиотеци. Највећа од четири просторије је највероватније служила као соба за пријеме и састанке учених корисника библиотеке. У средини просторије стајао је велики кип богиње Атине а осим њега у просторији су се налазили кипови Хомера, Херодота и других познатих писаца и песника. На зидовима су се налазиле дрвене полице за чување свитака. Свака од тих просторија имала је врата која су се отварала на колонаду што је омогућавало корисницима да изнесу свитке ту где би било више светлости да би их читали или поучавали.
Поред Аталида и други владари тога времена следе пример Птолемеј и желе да на своје дворове доведу што већи број заменитих писаца, песника и учених људи као и да набаве што већи број књига и писаног материјала. Захваљујући тим абицијама развој књига и библиотека тога времена напредовале у развоју културе.